# Wederzorg

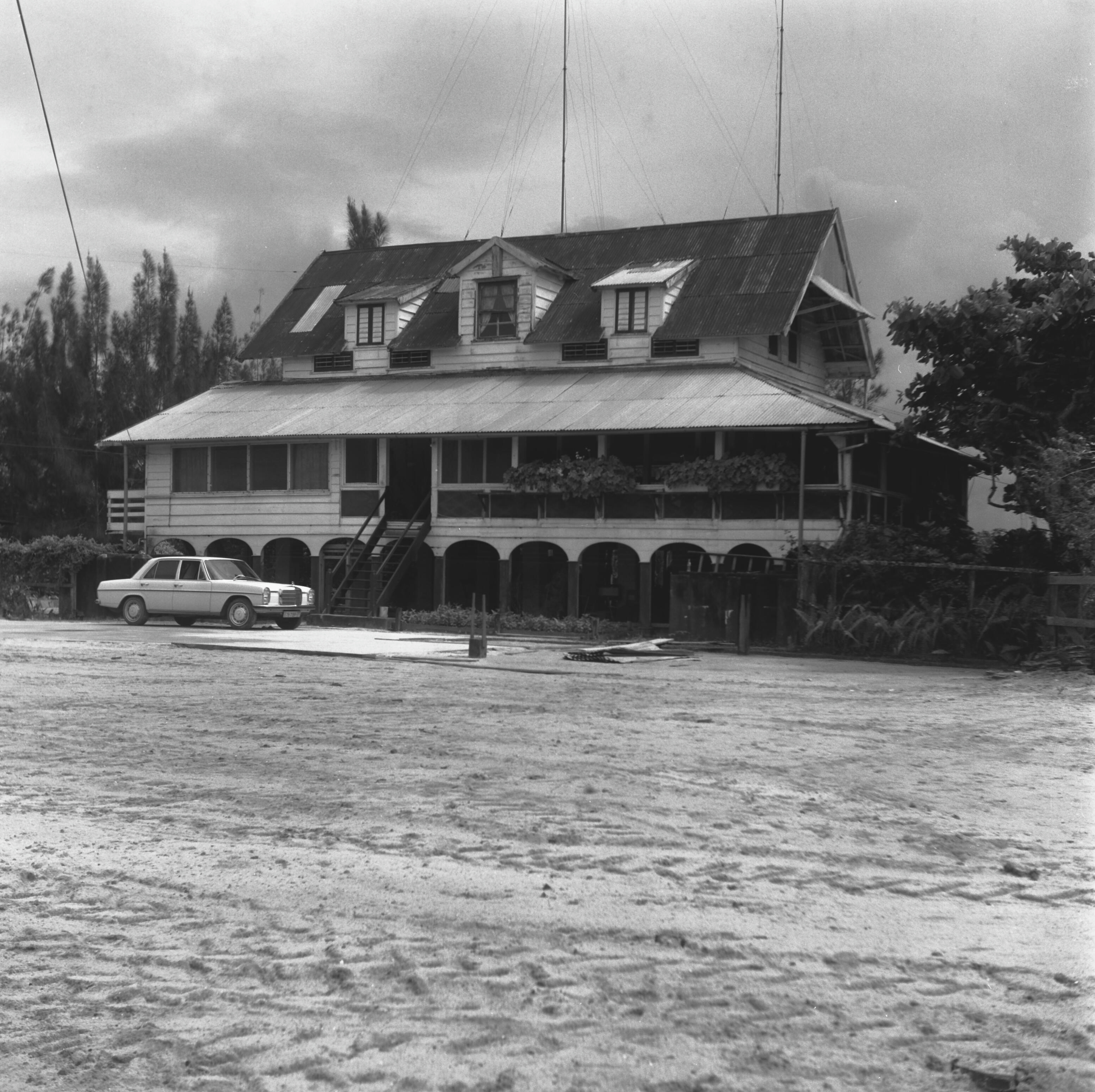
Plantagehuis

Wederzorg was een koffieplantage aan de Commewijnerivier in het district Commewijne in Suriname. De plantage telde 500 akkers en was aangelegd door Sara Lemmers, de weduwe van Jean Vereul. Vereul was zelf eigenaar van twee plantages stroomopwaarts, Vriendsbeleid en Ouderzorg. Stroomafwaars grensde de plantage aan de plantage Katwijk.

## Geschiedenis
In 1770 ging het bezit over naar de weduwe van Nicolaas Lemmers, raadsheer van het Hof van Politie. Hij was in 1760 overleden. De weduwe, Dorothea Maria Kuhlenkamp, was in 1720 in Holstein geboren. De volksnaam van de plantage is afgeleid van haar naam: Koerenkan of Kulkan. Dorothea Kuhlenkamp vertrok in 1773 uit Suriname en liet de plantage door anderen beheren. In 1793 werd er koffie en katoen op de plantage verbouwd. Zij was toen ook eigenaresse van de koffieplantages Kuhlenkampsspruit (Lemersi) en Lodewijksburg (later onderdeel van plantage Alliance, een samenvoeging van negen plantages) aan de Matapica, beide 500 akkers groot. Na haar overlijden in 1800 kwam de Wederzorg in bezit van haar erfgenamen. In 1821 was de plantage 752 akkers groot en werd er koffie verbouwd.
In 1835 werd de plantage geveild en kwam het in bezit van de firma Insinger & Co. Bij de emancipatie in 1863 was de eigenaar de Sociëteit van eigendom onder Jacobus Hermanus Insinger. In de periode van 1873 tot 1931 werd er contractarbeid ingehuurd. In totaal werden er 435 Hindoestanen geworven en 637 Javanen.
De N.V. Cultuur Maatschappij te Amsterdam was de volgende eigenaar. Deze maatschappij was in 1874 opgericht door de firma Insinger. De plantages Anna-Catharina, Kroonenburg en Wederzorg behoorden tot het bezit.
Wederzorg was in 1895 339 hectare groot, waarvan 225 hectare in cultuur; hiervan was 182 hectare vruchtdragend. Er werd cacao en bananen verbouwd met 201 arbeiders, waaronder 178 immigranten. Vergeleken met andere plantages in die tijd was dat relatief veel.
Later werd de plantage omgevormd naar een rijstbedrijf, net als andere plantages in het district Commewijne. De grond bleek in de meeste gevallen echter te poreus.

## Galerij

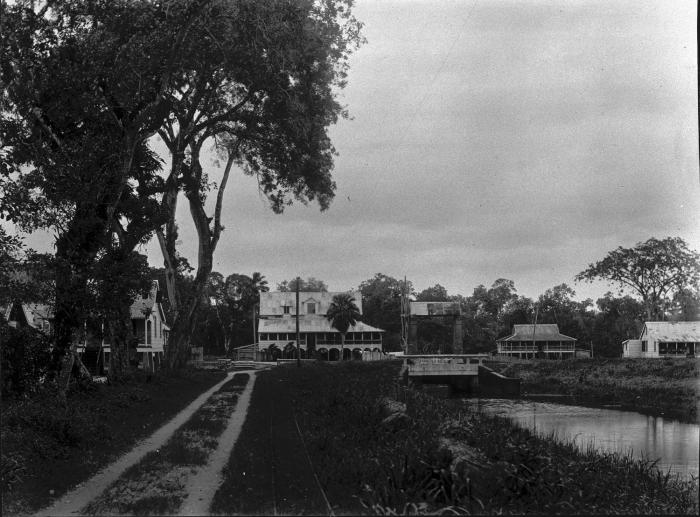
Wederzorg.
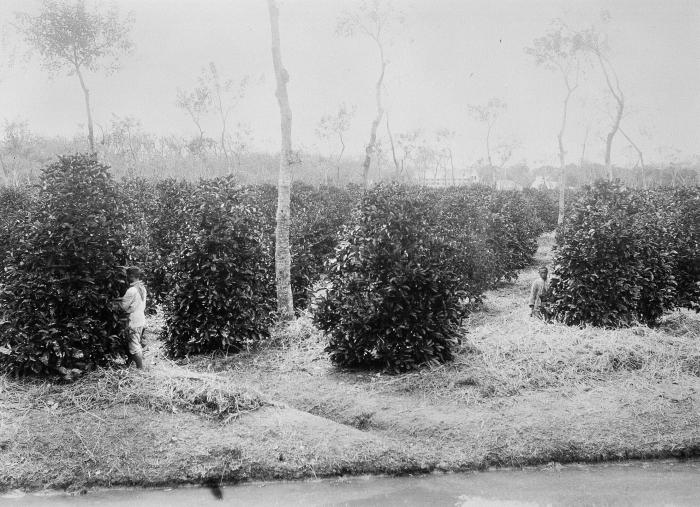
Liberia-koffieveld van 5 jaar.
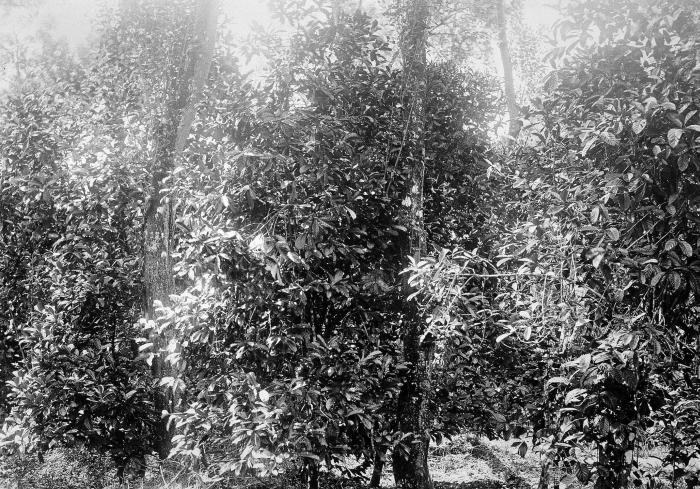
Liberia-koffieveld van 25 jaar.
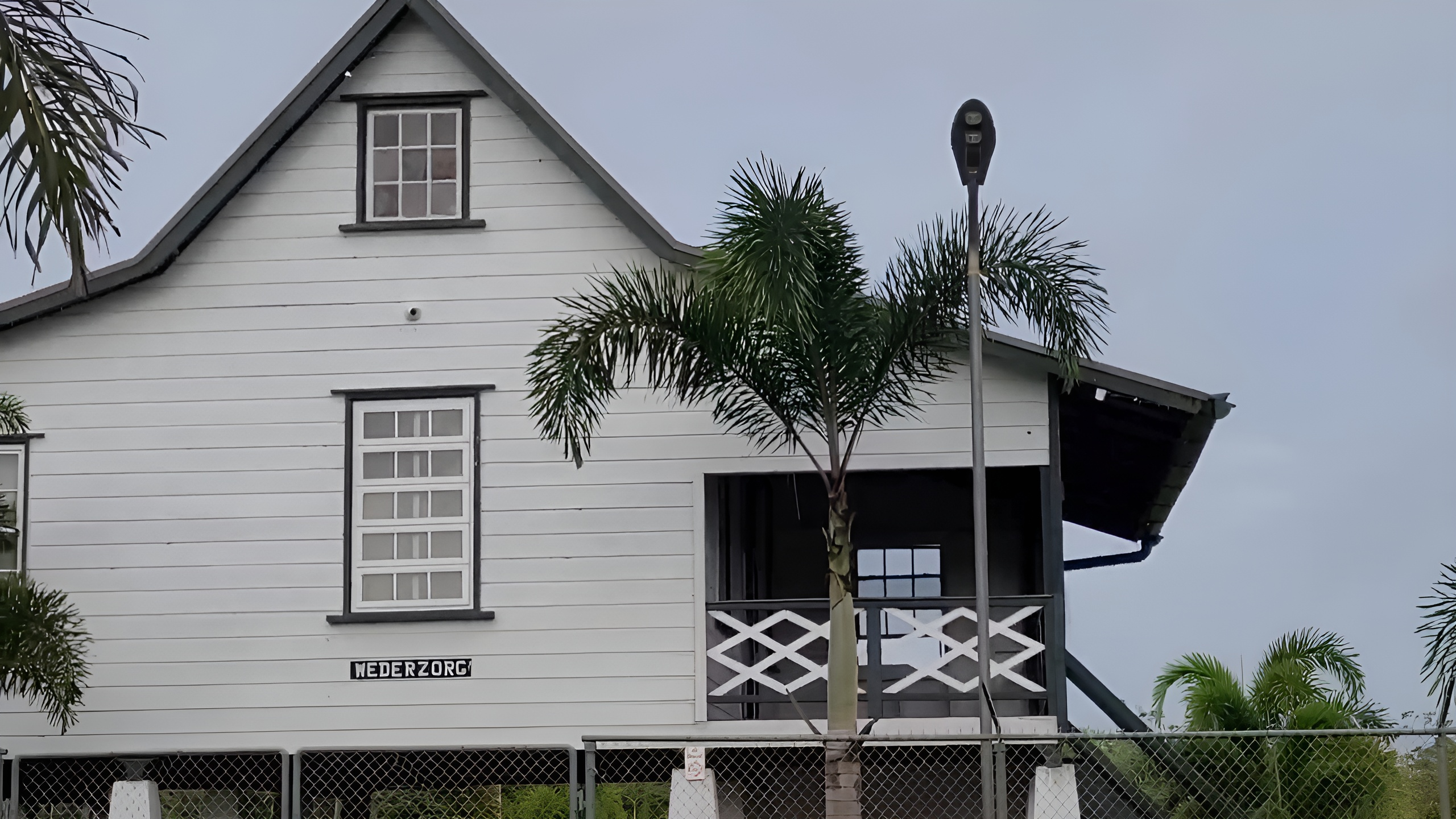
Plantagehuis, 2024
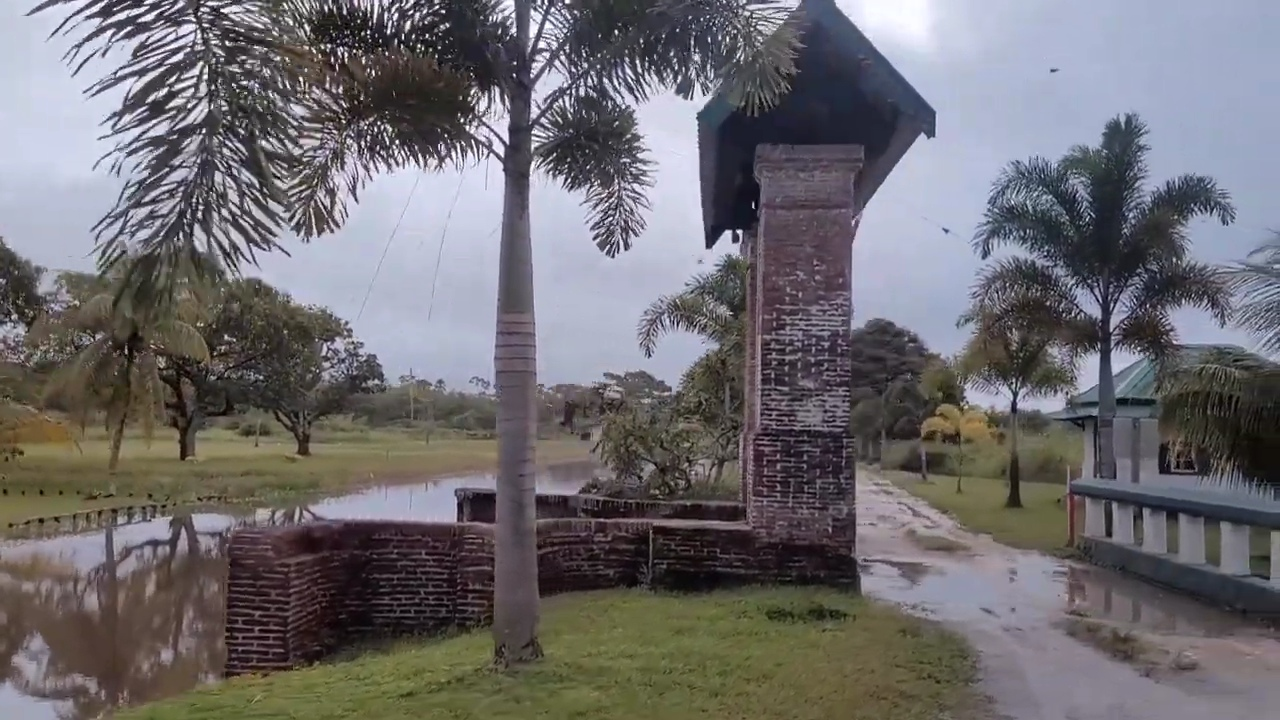
Goed onderhouden sluis, 2024
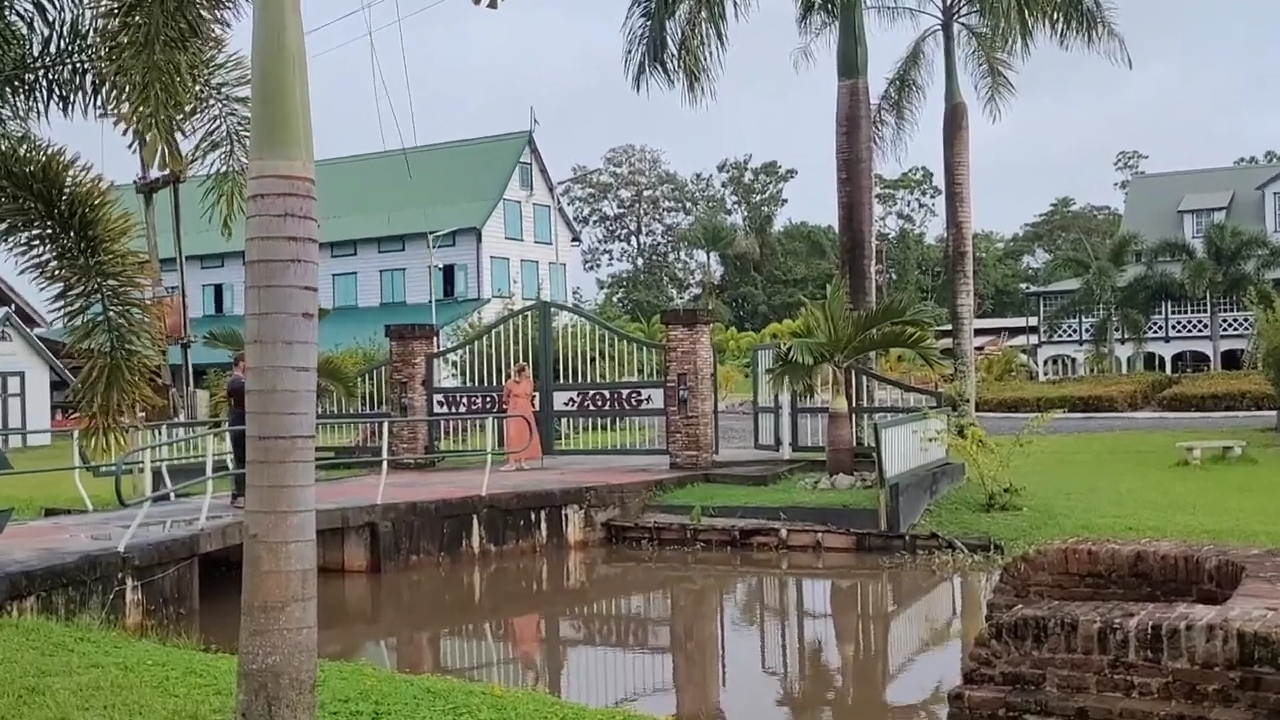
Plantage in 2024

A la bonne heure · Anna's Zorg · Akkerboom · Alliance · Alkmaar · Andresa · Auka · Andreesgift · Bantaskine · Barbados · Batavia · Beekenhorst · Belladrum · Bellevue · Belwaarde · Beninenburg · Berg en Dal · Bergen op Zoom · Berlijn (Commewijne) · Berlijn (Para) · Bethlehem · Boksweide · Boston · Botany Bay · Boxel · Bronswijk · Brouwerslust · Bruinendaal · Bucklebury · Buitenrust · Burnside · Cadrosspark · Caledonia · Campenburg · Cannewapibo · Catharina Sophia · Clevia  · Cliffort-Kokshoven · Clyde · Concordia · Concordia en een Kwart Lot · Courcabo · De Dageraad · De Goede Vriendschap · De Resolutie · De Vier Hendrikken · Diamond · Dijkveld · Domburg · Dordrecht · Eendragt · Elisabeth's Hoop · Ellen · L'Espérance (Nickerierivier) · L'Espérance (Surinamerivier) · Esthersrust · Fairfield · Fortuin · Flora · Florentia · Frederiksburg · Frederiksdorp · Frederikslust · Geertruidenberg · Geyersvlijt · Glensander · Gloria · Groot Chatillon · Groot Marseille · Guadeloupe · Haarlem · Hague · Hamburg · Hamilton · Hamptoncourt · Hannover · Hazard · Hebron · Hecht en Sterk · Hildesheim · Hooyland · Hope · Houttuin · Huntly · Huwelijkszorg · Inverness · Jagtlust · Jodensavanne · Johan & Margaretha · Johanna Catharina · Johanna Maria · Johannesburg · John · Katwijk · Kent · Kerkshoven · Killenstein · Klein Bellevue · Kleinhoop · Krappahoek · Kroonenburg · Kwatta · La Jalousie · La Prosperité · La Rencontre · La Ressource (Saramacca) · La Ressource (Surinamerivier) · La Singularité · Laarwijk · Leasowes · Leliëndaal · Leonsberg · Livorno · Longmay · Lunenburg · Lust en Rust · Lustrijk · Maasstroom · Margarethenburg · Maria Petronella · Mariënbosch · Mariënburg · Margaretha's Gift · Mary's Hope · Meerzorg · Merveille · Moed en Kommer · Mon Bijou · Mon Souci · Mon Trésor · Monnikendam · Mopentibo · Morgenster · Moy · Nieuw Mocha · Nieuwzorg · Nieuwe Aanleg · De Nieuwe Grond · Nijd en Spijt · Novar · Nursery · Nut en Schadelijk · Onoribo · Onverwacht · Oranibo · Ornamibo · Overbrug · Overtoom 
· Oxford · Palestina · Paradise · Persévérance · Petersburg · Picardië · Peperpot · Pieterszorg · Plaisance · Poelwijk · Potosie · La Prevoyance · Purmerend · Reijnsdorp · Reijnsfort · Rijnberk · Roosenburg · Rorac · Rust en Werk · Rustenburg · Saltzhalen · Sans Souci · Saphir · Sarah · Sardam · Schaapstede · Schoonoord · Sinabo en Gelre · Sint Barbara · Sint Eustatius · Slootwijk · Sorgvliet · Spieringshoek · Standvastigheid · Suidwijn · Suzanna's Daal · Toevlugt (Surinamerivier) · Tout Lui Faut · Toledo · Totness · Tyronne · 't Vertrouwen · Victoria · Vierkinderen · Visserszorg · Voorburg · Voorzorg (Saramacca) · Vossenburg · Vredenburg · Vriendsbeleid en Ouderzorg · Vreeland · Waltonhall · Waldijk · Waterloo · Wederzorg · Welbedacht · Welgelegen (Commewijne) · Welgelegen (Coronie) · Welgevallen · Weltevreden · Wolffs Capoerica · Wolfenbüttel · 't Ylant · Zoelen · Zorg en Hoop (hout) · Zorg en Hoop (indigo) · Zorg en Hoop (katoen) · Zorg en Hoop (suiker)